# 카렌 코핀스
카렌 코핀스(Karen Kopins, 1958년 10월 10일 ~ )는 미국의 배우, 모델이다.

## 출연 작품
- 헐리웃 마담 (1994년)
- 비버리 힐스 돌격대 (1989년)
- 제이크 스피드 (1986년)
- 나이스 보이스 (1985년)
- 여자를 쫓는 남자 (1985년)

### 텔레비전
- 미녀 첩보원 (1986, Scarecrow and Mrs. King)
- 전격 Z작전 (1982년)
- 달라스 (1978년)